# 180 (2011.)
180 (na eng. poznat i pod nazivima: 180: Changing the Heart of a Nation i 180 Movie) je kratki dokumentarni film Židova protestanta Ray Comforta utemeljen na njegovoj knjizi Hitler, Bog i Biblija (Hitler, God, & the Bible). Sastoji se od dijaloga s ljudima s ulice, pretežno studentima, kojima autor postavlja slične nizove pitanja. Pitanja navode sugovornike na raspravu i razmišljanje o temama holokausta, pobačaja i vjere što u konačnici dovodi do promjene mišljenja osoba prikazanih u dokumentarcu. Film traje 33 minute.
Izazvao je kontroverze zbog toga što se u filmu 50.000.000 izvršenih pobačaja u SAD-u od slučaja Roe protiv Wade naziva legalnim Američkim holokaustom odnosno zbog usporedbi ubijanja Židova kojima je bila zanijekana ljudskost (a time i ljudska prava) sa zakonom dozvoljenim ubijanjem fetusa s istim opravdanjem.
Na internetskom servisu YouTube film je dosegao preko pola milijuna pregleda u samo nekoliko dana. Od početka objave 18. rujna do 4. studenoga 2011. film je ostvario i milijun pregleda na službenoj web stranici. Film je originalno nastao kao dodatak knjizi, ali je zbog velike pozornosti koju je izazvao distribuiran na DVD-ovima samostalno.
Autori su naišli na zapreke reklamiranju filma. Oglašivačke tvrtke odbijale su postavljati njihove reklamne plakate. Comfort tvrdi da su tri najveća oglašivača iz južne Kalifornije odbila reklame za ovaj film.

## Vanjske poveznice
- "180" Movie službena objava filma na servisu YouTube s dostupnim prijevodom na hrvatski jezik
- Službene web stranice filma